# Elle et lui (film, 1957)
Pour les articles homonymes, voir Elle et lui.
Pour plus de détails, voir Fiche technique et Distribution.
Elle et lui (An Affair to Remember) est un film américain de Leo McCarey, sorti en 1957.
Le film suit Terry McKay qui est une ravissante chanteuse de cabaret. Au cours d'une traversée sur un paquebot, elle rencontre Nickie Ferrante, un coureur de jupons renommé, d'origine italienne. Les deux tombent irrésistiblement amoureux, mais sont chacun déjà fiancés. Ils décident que, si leur amour est réel et fort, il survivra à six mois de séparation. Mais un accident empêche Terry de se rendre au rendez-vous.
Il est considéré par l'American Film Institute comme l'un des plus grands films d'amour de tous les temps et met en scène Cary Grant et Deborah Kerr.
C'est un remake d'un autre film du réalisateur, Elle et lui (Love Affair, 1939), avec Charles Boyer et Irene Dunne.

## Synopsis
On en parle à la télévision comme à la radio : le célèbre séducteur Nickie Ferrante prend le bateau pour l'Amérique afin d'aller y épouser Lois Clark, héritière de l'une des plus grandes fortunes du pays. Alors que tous les passagers s'intéressent à lui, il rencontre Terry McKay, ancienne chanteuse de cabaret et fiancée elle-même à un homme d'affaires, qui le trouble en résistant à ses avances.

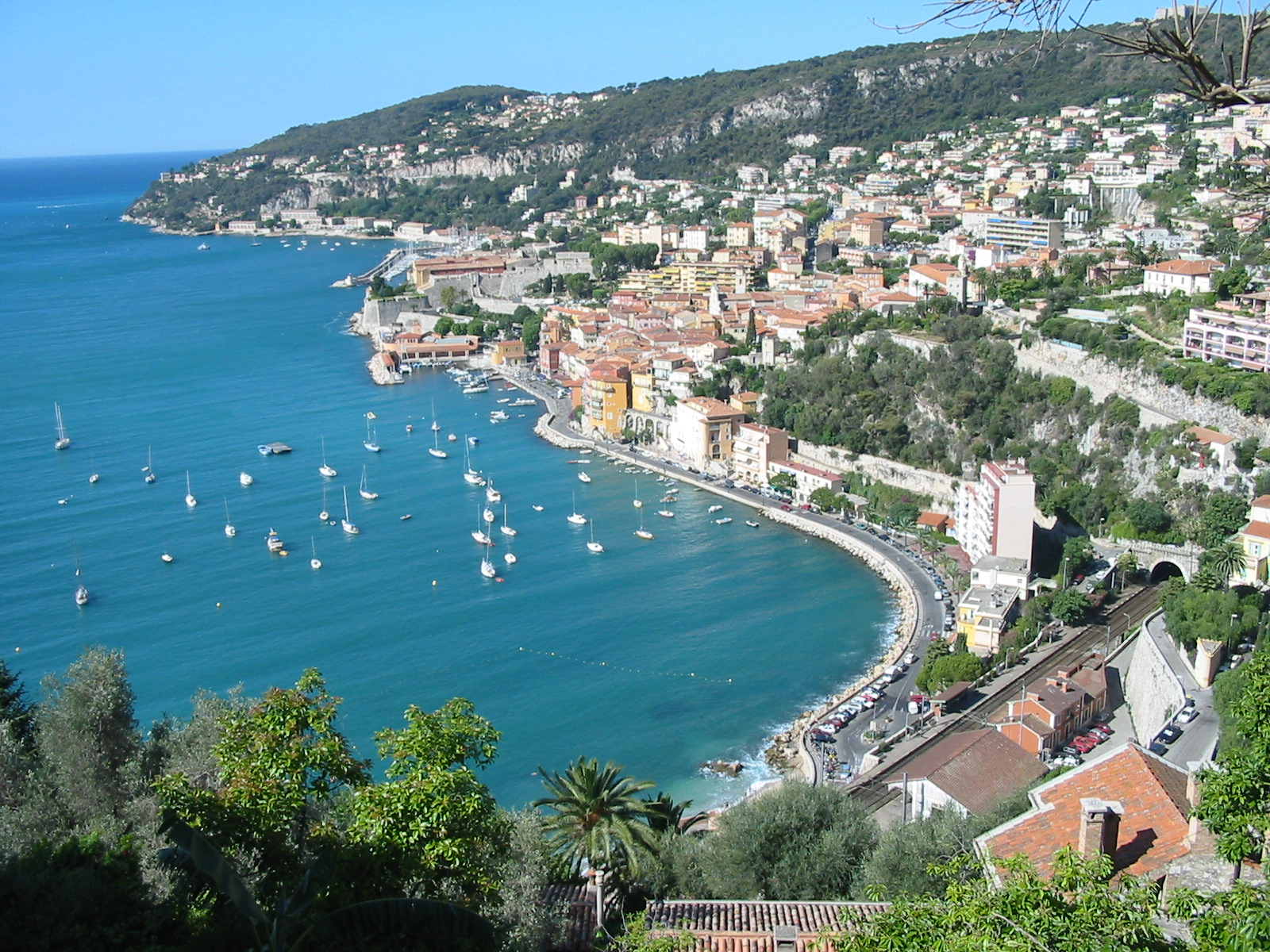
Villefranche-sur-Mer vue depuis les hauteurs.

Lors d'une escale à Villefranche-sur-Mer sur la Côte d’Azur, Nickie, dont la grand-mère Janou vit dans une petite maison — avec jardin et chapelle — sur les hauteurs de la ville, emmène Terry lui rendre visite. Celle-ci tombe sous le charme de la propriété et dit qu'elle pourrait y vivre jusqu'à la fin de ses jours ; la grand-mère lui répond qu'elle est trop jeune pour cela, que c'est un lieu fait pour se reposer et se remémorer le passé : elle doit d'abord construire ses propres souvenirs. Terry apprend aussi que Nickie, loin de l'image superficielle diffusée dans les journaux, possède de nombreux talents et qu'il est un peintre accompli. Lors de leur prise de congé, Janou promet de donner un jour à Terry son châle brodé.
Le soir, sur le pont, le badinage est terminé : le navire a changé de cap et s'enfonce dans une mer difficile, à l'image de leur relation désormais sérieuse ; ils s'embrassent pour la première fois dans un escalier. Pendant la suite du trajet ils évitent de se voir en public afin d'éviter les ragots, mais ils apprennent le dernier soir que le photographe du bateau vend des clichés les montrant ensemble. Comprenant l'inutilité de leurs efforts, ils décident alors de se montrer à tous, radieux, lors du bal d'adieu.
Le son de la sirène, annonçant la proximité du port, les rend plus graves. Ils se rendent compte que cette histoire est leur seule chance de se construire les souvenirs dont parlait Janou, et décident d'annuler leurs mariages respectifs. Nickie veut toutefois s'assurer qu'il est capable, pour la première fois de sa vie, de travailler et de gagner de l'argent pour Terry. Terry veut y réfléchir.
Après une nuit presque blanche, tandis que le navire longe les quais de Manhattan, Terry propose à Nickie de se retrouver dans six mois. Nickie choisit l'endroit : le sommet de l'Empire State Building. Ils débarquent et chacun retrouve son fiancé en tentant de masquer son trouble.

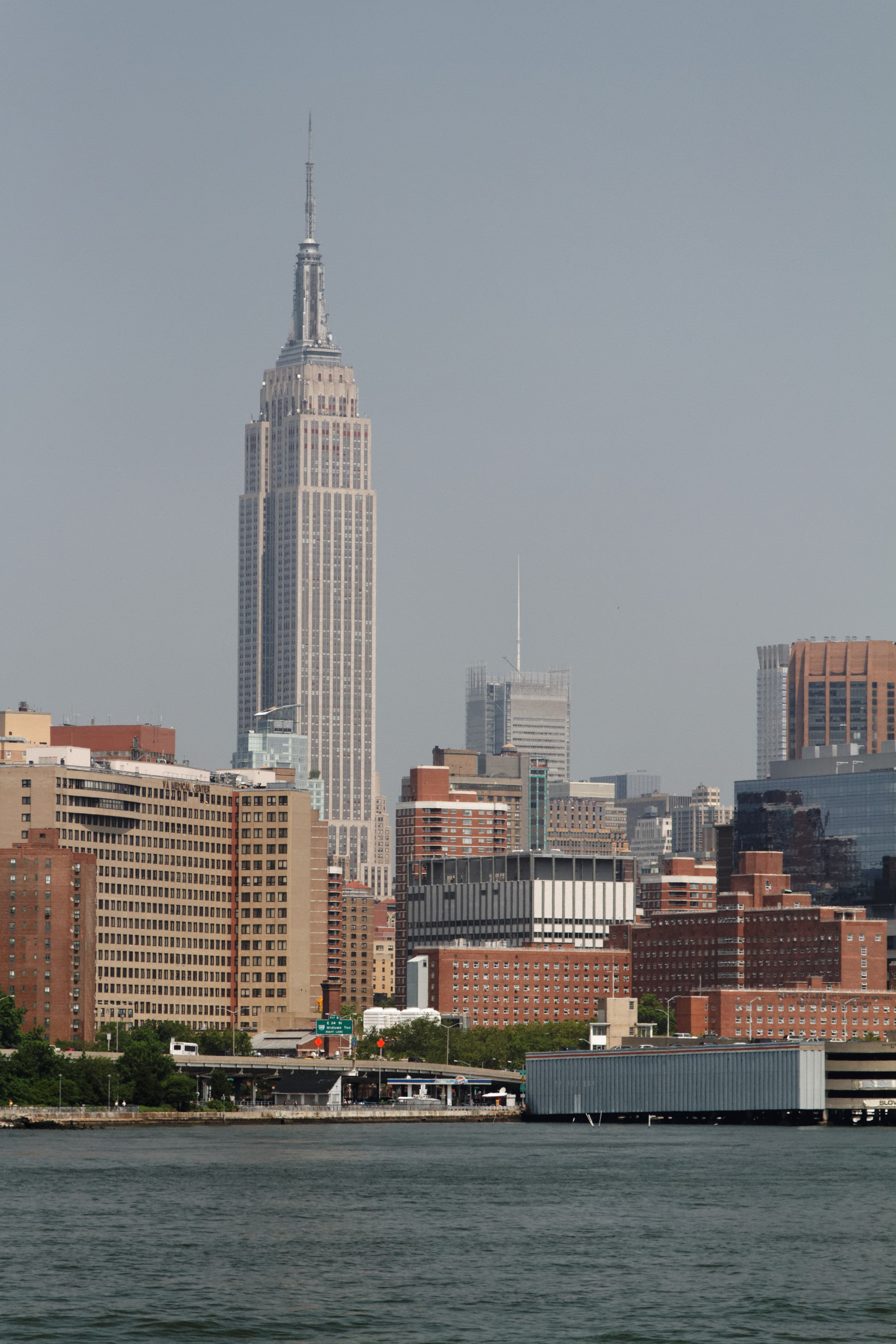
L'Empire State Building, vu depuis la rivière.

Peu après, Terry repart à Boston pour gagner à nouveau sa vie comme chanteuse. Nickie se lance dans une carrière de peintre, et commence à vendre quelques tableaux après des débuts difficiles. Le jour du rendez-vous, Terry veut s'acheter une jolie robe dans un magasin qu'elle fréquentait autrefois ; les vendeuses, craignant de ne pas être payées, font venir son ancien fiancé Ken. Terry lui parle à peine et court à son rendez-vous, mais elle est renversée par une voiture. Nickie attend au sommet de l'Empire State Building jusqu'au soir.
Ken s'occupe de Terry, mais elle refuse qu'il finance son rétablissement car cela déplairait à Nickie. Elle veut parvenir à marcher par elle-même avant de rejoindre Nickie. Un prêtre lui confie l'animation d'une chorale.
Nickie repart pour l'Europe ; sa grand-mère est morte et il rapporte le châle brodé. La veille de Noël, il accepte d'accompagner au théâtre son ancienne fiancée, Lois. En sortant de la salle, il voit Terry et Ken, assis quelques rangées derrière lui. Il ramasse le sac à main de Terry et le lui rend, répondant « Bonjour » lorsqu'elle lui dit sans bouger « Bonjour ». Nickie croit qu'elle a épousé son fiancé.
Le lendemain, Terry s'apprête à passer la soirée de Noël toute seule chez elle, allongée sur son canapé. Nickie survient en disant qu'il vient de trouver son adresse par hasard dans l'annuaire en cherchant un certain McBride. Il fait semblant de présenter ses excuses pour le rendez-vous à l'Empire State Building, prétendant ne pas s'y être rendu. C'est une manière indirecte de lui demander des explications pour sa propre absence, mais Terry refuse de répondre, tout en continuant à cacher son infirmité.
Nickie lui remet le châle ; Terry comprend que Janou est morte et met le châle sur ses épaules. Sur le point de partir, Nickie lui raconte qu'il l'a peinte ainsi ; le tableau avait tellement de valeur pour lui qu'il a refusé de le vendre, mais qu'il a accepté que le marchand le donne à une jeune femme qui n'avait pas d'argent et qui, de plus, était handicapée. Toutefois il ne prononce pas ce mot, car il vient de comprendre que cette jeune femme est Terry. Faisant le tour de la pièce, il ouvre la porte de la chambre et aperçoit le tableau, accroché sur le mur. Bouleversé il revient vers Terry qui lui dit : « If you can paint, I can walk -  anything can happen, right? » (« Si tu peux peindre, je peux re-marcher aussi. Tout est possible, n'est-ce pas ? »).

## Fiche technique
- Titre original : An Affair to Remember
- Titre français : Elle et lui
- Réalisation : Leo McCarey
- Scénario : Delmer Daves, Leo McCarey et Donald Ogden Stewart (non crédité), d'après l'histoire de Mildred Cram
- Photographie : Milton R. Krasner
- Montage : James B. Clark
- Musique : Hugo Friedhofer
- Chanson : "An Affaire to Remember" (de Harry Warren) est chantée par Vic Damone au générique d’ouverture et par Marni Nixon (qui double Deborah Kerr).
- Direction artistique : Jack Martin Smith et Lyle R. Wheeler
- Décors : Paul S. Fox et Walter M. Scott
- Costumes : Charles Le Maire
- Production : Leo McCarey et Jerry Wald
- Société de production : Twentieth Century Fox et Jerry Wald Productions
- Pays d'origine :  États-Unis
- Format :  Couleurs (DeLuxe) - 35 mm - 2,35:1 (CinemaScope) - Son stéréo 4 pistes magnétiques et copies mono
- Genre : comédie romantique
- Durée : 119 minutes
- Dates de sortie : 
  - États-Unis 2 juillet 1957 (première), 11 juillet 1957 (sortie nationale)
  - France : 2 octobre 1957

## Distribution
- Cary Grant (VF : Roger Tréville) : Nickie Ferrante
- Deborah Kerr (VF : Jacqueline Porel) : Terry McKay
- Richard Denning (VF : Marc Cassot) : Kenneth Bradley, le fiancé de Terry McKay
- Neva Patterson (VF : Paula Dehelly) : Lois Clark, la fiancée de Nickie Ferrante
- Cathleen Nesbitt : Janou, la grand-mère de Nickie Ferrante
- Fortunio Bonanova : Courbet, le marchand de tableaux
- Charles Watts : Ned Hathaway, le passager du bateau
- Minta Durfee : une passagère du bateau

Et, parmi les acteurs non crédités :
- Dorothy Adams
- Richard Allen : Orphelin
- Dino Bolognese
- Paul Bradley
- Mary Carroll
- Norman Champion III : Orphelin
- Kathleen Charney : Orpheline
- Brian Corcoran : Enfant de 5 ans
- Minta Durfee
- Michka Egan : Serveur sur le bateau
- Suzanne Ellers
- Juney Ellis
- Theresa Emerson : Orpheline
- Jesslyn Fax
- Priscilla Garcia
- Walter Woolf King
- Jack Lomas
- Robert Lynn
- Nora Marlowe : Gladys, la bonne
- Helen Mayon
- Anthony Mazzola : Groom
- Louis Mercier : Mario
- Alberto Morin : le barman
- Matt Moore : Père McGrath
- Scotty Morrow : Orphelin
- Don Pietro : Groom
- Patricia Powell
- Jack Raine
- Sarah Selby : Miss Lane
- Marc Snow : Photographe
- Bert Stevens
- Tina Thompson : Orpheline
- Roger Til
- Geraldine Wall : Miss Webb

## Autour du film

Le paquebot SS Constitution en 1953.

- C'est Marni Nixon qui assure la voix chantée de Deborah Kerr dans le film.
- Le paquebot du film est le SS Constitution (en), celui même qui a amené Grace Kelly à Monaco quand elle a épousé le prince Rainier en 1956.

## Postérité

### Cinéma
Ce film est considéré comme une des grandes références du cinéma romantique, au même titre que Love Story en 1970 ou Nuits blanches à Seattle en 1993 après lui. Nuits blanches à Seattle, réalisé par Nora Ephron avec Tom Hanks et Meg Ryan, fait plusieurs allusions à An Affair to Remember. Dans une scène, une femme, en larmes en repensant au film, tente d'expliquer à deux hommes effarés en quoi il s'agit d'un chef-d'œuvre romantique et bouleversant. De plus, le rendez-vous donné entre Meg Ryan et Tom Hanks est au sommet de l'Empire State Building.
C'est le remake du film "Elle et lui" de Léo MacCarey sorti en 1939 avec Charles Boyer et Irene Dunne.
Un autre remake, Rendez-vous avec le destin, avec Warren Beatty et Annette Benning, est sorti en 1994.

Une adaptation indienne a été réalisée en 1999 par Indra Kumar avec Aamir Khan, Manisha Koirala et Sharmila Tagore, sous le titre Mann. Elle est bien plus dramatique que la version américaine : au lieu de se retrouver paralysée, l'héroïne se retrouve amputée des deux jambes.
C'est également le noyau du scénario du film de Tonie Marshall Au plus près du paradis (2002), interprété par Catherine Deneuve.
Par ailleurs, Cary Grant, dans son dernier film Rien ne sert de courir, fredonne sous la douche la chanson An Affair to Remember, thème musical principal de Elle et lui.

### Télévision
Dans le dernier épisode de la saison 3 de la série télévisée Gossip Girl, le personnage de Chuck Bass tente de reconquérir Blair Waldorf en lui offrant le romantisme qu'elle veut vivre, et lui donne rendez-vous au sommet de l'Empire State Building.

### Littérature
Dans son livre Et après, Guillaume Musso fait une allusion à Elle et Lui, lorsque son personnage compare sa propre histoire aux grands classiques du romantique.